# Сікачі (Волгоградська область)
Сікачі (рос. Секачи) — хутір у Михайлівському районі Волгоградської області Російської Федерації.
Населення становить 653 особи. Входить до складу муніципального утворення Октябрська сільська рада Михайлівського міського округу.

## Історія
Хутір розташований у межах українського історичного та культурного регіону Жовтий Клин.
Згідно із законом від 28 червня 2012 року № 65-ОД органом місцевого самоврядування є відділ сільської території Октябрська сільська рада Михайлівського міського округу.

## Населення
| 2010 |
| ---- |
| 653  |